# Негин, Евгений Аркадьевич
Евге́ний Арка́дьевич Не́гин (1921—1998) — советский и российский учёный, академик РАН, генерал-лейтенант-инженер, Герой Социалистического Труда (1956). Лауреат Ленинской премии и двух Сталинских премий.
Почти 50 лет проработал во Всероссийском научно-исследовательском институте экспериментальной физики («Арзамас-16»).

## Биография
Родился 16 января 1921 года в селе Бор Нижегородской губернии (ныне город Бор Нижегородской области) в семье служащего.
Учился в средней школе села Бор, затем перешел в среднюю школу № 8 города Горький, которую с отличием окончил в 1938 году. Без экзаменов принят на физико-математический факультет Горьковского государственного университета (ныне Нижегородский государственный университет имени Н. И. Лобачевского). По окончании 3-го курса университета, с первых дней Великой Отечественной войны, начал работать учеником столяра на заводе № 21 имени Орджоникидзе (Горький). В 1944 году окончил ВВИА им. Н. Е. Жуковского. Участник Парада Победы.
В 1948 году защитил кандидатской диссертации в Военно-воздушной академии им. Н. Е. Жуковского и начал преподавательскую деятельность на кафедре стрелкового вооружения.
С 1949 года Е. А. Негин — сотрудник КБ-11 в Сарове. Начав с младшего научного сотрудника, он вскоре стал заместителем начальника сектора по научным вопросам. В 1959 году Е. А. Негин — главный конструктор, а с 1966 года — первый заместитель научного руководителя Ю. Б. Харитона. Через 12 лет Евгений Аркадьевич работает на самых ответственных должностях директора ядерного центра (ВНИИЭФ) с 1978 по 1987 годы и одновременно главного конструктора ядерных зарядов с 1959 по 1991 годы.
Умер 3 февраля 1998 года, похоронен на городском кладбище среди почетных граждан Сарова..

## Награды
- За большие заслуги в развитии оборонной промышленности Указом Президиума Верховного Совета СССР от 20 апреля 1956 года («закрытым») Негину присвоено звание Героя Социалистического Труда с вручением ордена Ленина и золотой медали «Серп и Молот».
- четыре ордена Ленина,
- орден Октябрьской революции
- орден Отечественной войны II степени
- орден Красной Звезды
- два ордена Трудового Красного Знамени
- медаль «За победу над Германией в Великой Отечественной войне 1941—1945 гг.».
- Ленинская премия (1959)
- Сталинская премия (1951)
- Сталинская премия второй степени (1953) — за разработку кинематики и динамики обжатия взрывом применительно к изделиям РДС-6с и РДС-5
- Государственная премия СССР (1985)[3].
- Почётный гражданин города Саров.

## Память

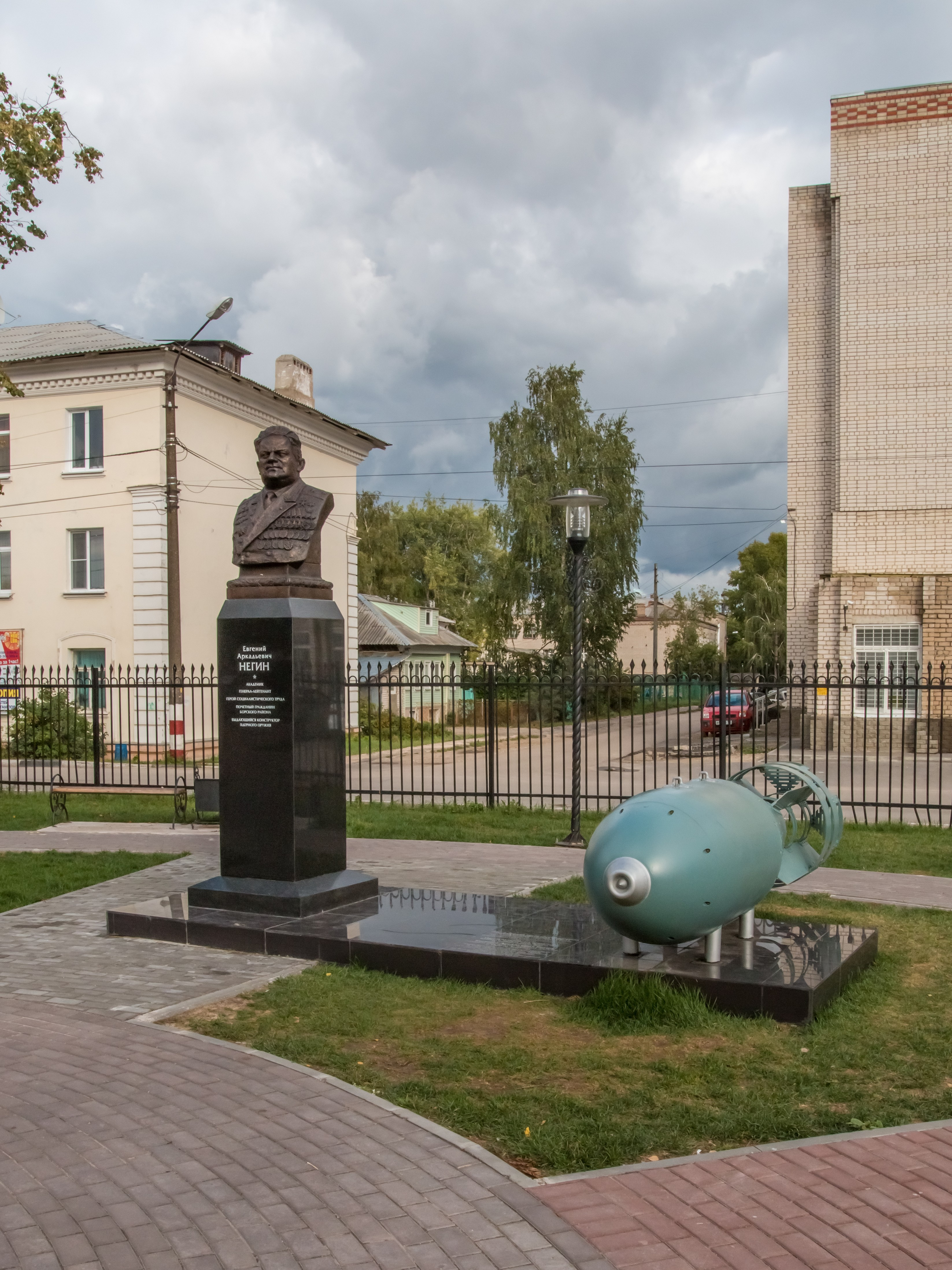
Памятник Евгению Аркадьевичу Негину и макет ядерной бомбы РДС-4 в городе Бор Нижегородской области.

В городе Бор Нижегородской области Е. А. Негину открыта мемориальная доска на здании государственного краеведческого музея а также памятник в виде бюста ученого и макета советской ядерной бомбы РДС-4. Одна из улиц на западе Сарова названа его именем. В краеведческом музее города Бор действует экспозиция, посвященная Негину.
В Нижнем Новгороде в лицее № 8 открыт музей, посвященный Е. А. Негину.